# K10-V
53°29′03″ пн. ш. 3°15′58″ сх. д. / 53.4840833° пн. ш. 3.266222° сх. д.
K10-V — газове родовище у нідерландському секторі Північного моря, розташоване за 80 миль від порту Еймьойден.

## Опис
Поклади вуглеводнів родовища пов'язані із найбільш продуктивними для цього сектору пісковиками групи Rotliegend (пермський період), що виникали із сформованих в умовах пустельного клімату дюн та річкових наносів.
На родовищі у 1993 році встановили платформу K10-V, яка складалась із чотирьохопорної основи («джекету») вагою 700 тонн та надбудови з обладнанням («топсайду») вагою 800 тонн. У тому ж році неподалік від розвідувальної свердловини K10-13 спорудили видобувну K10-V2, яка досягла глибини 3337 метрів.
Для видачі продукції проклали газопровід діаметром 250 мм та довжиною 10,3 км до платформи родовища K10-C (від якої існував трубопровід до родовища K10-B), тоді як у зворотньому напрямку йшла лінія діаметром 50 мм для подачі необхідних хімікатів (метанолу). K10-C демонтували у 1997 році, проте продукція з K10-V продовжувала постачатись на K10-B.
По випрацюванню запасів у 2005 році платформу K10-V демонтували. Для виконання цього завдання залучили плавучий кран великої вантажопідйомності Taklift 4, який спочатку підняв та доставив в Еймьойден на стропах «топсайд» (згодом ця конструкція пройшла модернізацію та була встановлена на платформу родовища L5-C). За цим кран повернувся та після відрізання «джекету» від паль підняв його на 17 метрів і в такому напівзаглибленому положенні протранспортував на злам у Ridderkerk біля Роттердама.